# Hádej, kdo jsem
Hádej, kdo jsem byl zábavný pořad televize Prima, ve kterém známé osobnosti hádali povolání neznámé osoby. Čtyřčlenná porota pomocí nápověd hádala povolání osoby, která přišla a napsala své jméno na tabuli. Následně byla porotě řečena jednoduchá věta, která symbolicky charakterizovala dané povolání. Porota se následně pomocí otázek snažila povolání uhodnout. Za každý špatný tip, následně osoba, jejíž povolání bylo hádáno, obdržela určitou finanční sumu. Moderátorem pořadu byl Petr Vondráček.
Pořad se začal vysílat v roce 2007, kdy v souvislosti s nejasnostmi o původu formátu nahradil původní pořad Inkognito inspirovaný slovenskou verzí tohoto pořadu. Pořad se přestal premiérově vysílat mezi lety 2010 až 2011, později se vysílaly pouze reprízy. Od roku 2021 se vysílá nový pořad opět pod názvem Inkognito.
Bývalý šéfredaktor zábavních pořadů televize Nova Ivan Rössler o něm v jednom rozhovoru řekl: „To je jeden z vůbec nejúspěšnějších zábavných pořadů na světě, který existuje už šedesát let, je to vůbec nejstarší televizní soutěž, co se v padesátých letech objevila v Americe. Vystupovala v něm spousta amerických celebrit, včetně prezidentů.“

## Hádači
- Dana Morávková
- Martin Zounar
- Bob Klepl
- Alice Bendová
- Ivo Šmoldas[4]
- Eva Holubová[5]
- Václav Vydra[6]
- Iva Kubelková
- Tomáš Matonoha[7]

## Ocenění
Hádej, kdo jsem obdrželo díky diváckým hlasům v anketě TýTý ocenění za nejoblíbenější pořad v České republice, a to v letech 2007 a 2008. Moderátor pořadu Petr Vondráček se stal v roce 2007 v téže anketě objevem roku.